# Enju Valtjev
Enju Valtjev Dimov (bulgariska: Еню Вълчев Димов), född 4 januari 1936 i Polski Gradets i Stara Zagora, död 15 februari 2014 i Sofia, var en bulgarisk brottare. Han vann tre olympiska medaljer i lättviktsklassen i fristil, en guldmedalj vid sommarspelen 1964, en silvermedalj 1968 och en bronsmedalj 1960.
Valtjev vann också en guldmedalj vid världsmästerskapen 1962, två silvermedaljer 1959 och 1969, och en bronsmedalj  1967 samt två guldmedaljer vid EM 1968 och 1969.
Efter att ha avslutat brottningskarriären arbetade Valtjev som tränare, han var huvudtränare för det bulgariska juniorlandslaget i brottning fram till pensionen 1990. Han valdes 2005 in i United World Wrestlings Hall of Fame.